# Lac Pelletier
Lac Pelletier är en sjö i Kanada.   Den ligger i regionen Abitibi-Témiscamingue och provinsen Québec, i den sydöstra delen av landet, 400 km nordväst om huvudstaden Ottawa. Lac Pelletier ligger 272 meter över havet. Arean är 3,5 kvadratkilometer. Den sträcker sig 2,3 kilometer i nord-sydlig riktning, och 3,3 kilometer i öst-västlig riktning.
Följande samhällen ligger vid Lac Pelletier:
- Rouyn-Noranda (24 023 invånare)

I omgivningarna runt Lac Pelletier växer i huvudsak blandskog. Runt Lac Pelletier är det ganska tätbefolkat, med 67 invånare per kvadratkilometer.